# Neustädter Markt (Toruń)

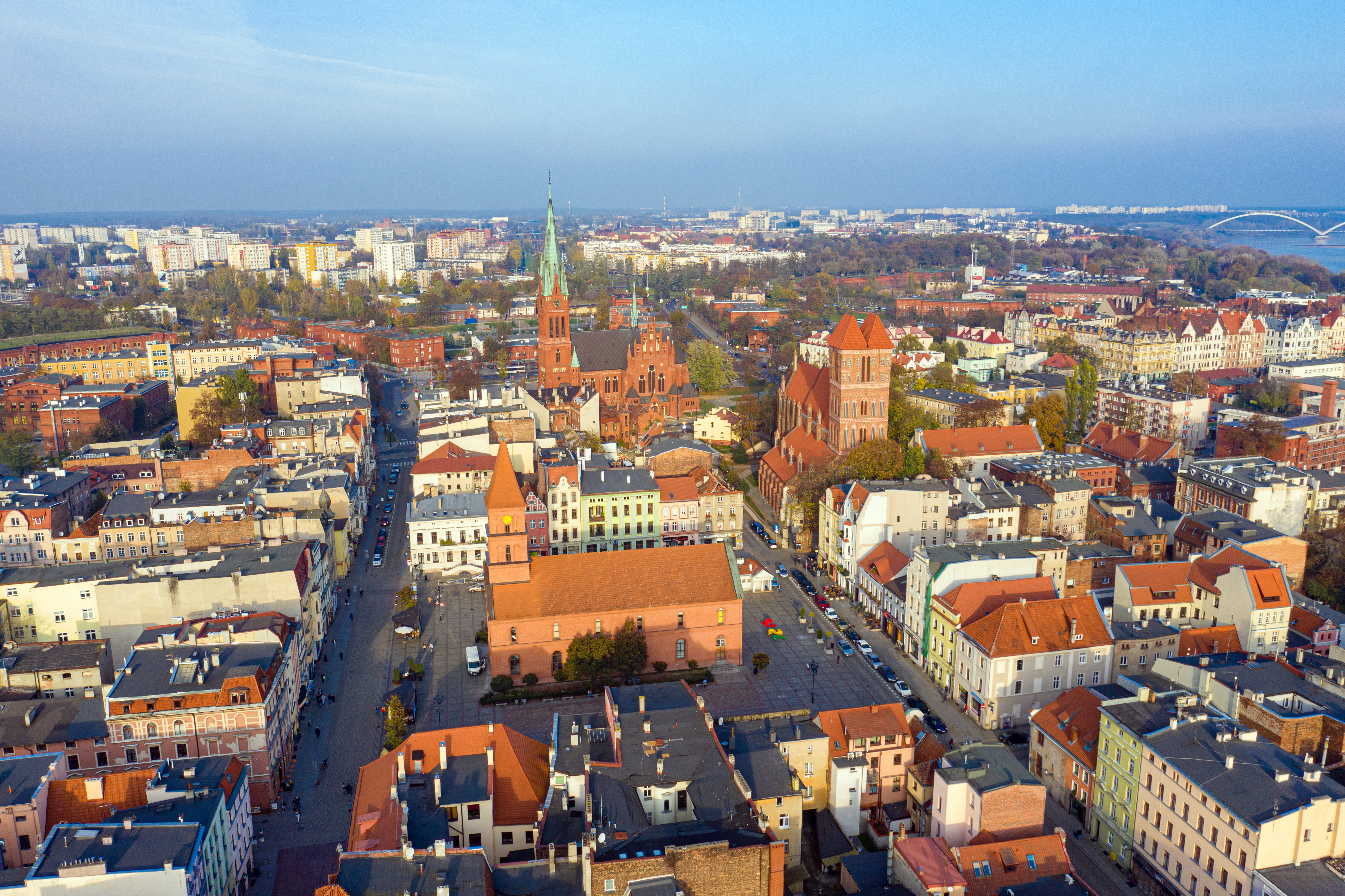
Blick auf die Westseite

Der Neustädter Markt in Toruń (polnisch Rynek Nowomiejski) ist der zentrale Punkt der Neustadt, die 1264 während der Stadtgründung eingeplant wurde.

## Lage
Der Neustädter Markt befindet sich im östlichen Teil der Altstadt von Toruń (Thorn).

## Charakteristik
Der Markt ist ein viereckiger Platz mit Seitenausmaßen von jeweils ca. 95 Metern, wobei die Fassaden ungefähr 70 m lang sind und die Seiten schräg in Bezug auf die Himmelsrichtungen ausgerichtet sind. Von jeder Ecke des Markts aus verlaufen jeweils zwei senkrecht zueinander liegende Straßen, die eine Verlängerung der Fassade bilden: an der Ostecke münden Krankenhausstraße (ul. Szpitalna) und Jakobistraße (ul. św. Jakuba), an der Südecke münden Brauerstraße (ul. Browarna) und Schlosserstraße (ul. Ślusarska), an der Westecke Königin-Hedwig-Straße (ul. Królowej Jadwigi) und Geradestraße (ul. Prosta), an der Nordecke Tuchstraße (ul. Sukiennicza) und Katharinastraße (ul. Św. Katarzyny). An der Ostecke ist die Jakobikirche gelegen.

## Die Bebauung des Markts
In der Marktmitte befand sich seit Anfang des 14. Jahrhunderts das Neustadtrathaus, das den Sitzungssaal des Rates, den Saal des Schöffengerichts, Kanzlei- und Kämmereiräume, Tuchhalle, Brotbänke und im Keller (die einzigen bis heute erhaltenen gotischen Räumlichkeiten des Rathauses) eine Bierstube und ein Gefängnis beherbergte. Nach der Verschmelzung der Altstadt mit der Neustadt in 1454 wurde das Gebäude zum subsidiären Sitz der Stadtbehörden, das mit der Zeit für Lagerraum vorgesehen wurde. Seit 1668, nachdem die evangelische Neustadtgemeinde die Jakobikirche verloren hatte und nach erforderlicher Anpassung (vor allem Deckenabriss zwischen dem Erdgeschoss und dem ersten Stock) wurde es für die lutherische Dreifaltigkeitskirche vorgesehen. Das in eine Kirche umgewandelte Rathaus schaffte es, bis Anfang des 19. Jahrhunderts zu überstehen. Aufgrund des schlechten technischen Zustands des Gebäudes wurde es beschlossen, auf seiner Stelle ein neues Gebäude der Dreifaltigkeitskirche zu errichten. Das Tempelprojekt umfing ursprünglich die Verwendung der bestehenden Begrenzungswände zusammen mit der hinteren Fassade (nur ohne den Stufengiebel); die vordere Fassade wurde zum Abbruch bestimmt. Schließlich wurde der neoromanische Bau nach dem Entwurf von Karl Friedrich Schinkel 1824 abgeschlossen. Die Kirche diente der evangelischen Gemeinde bis 1918, dann von 1927 bis 1939 wurde es als die orthodoxe Kirche der Thorner Pfarrei genutzt. Heute wurde das Gebäude zum Sitz der Tumult-Stiftung.
Rund um den Markt befanden sich die Mietshäuser der reichsten Bürger aus der Neustadt. Aufgrund des weniger kaufmännischen und eher handwerklichen Charakter der Neustadt waren die Mietshäuser leicht bescheidener als ihre Gegenstücke aus der Altstadt. Auf der Stelle von dem heutigen Mietshaus Nr. 10 befanden sich außer den Mietshäusern mindestens seit dem 14. Jahrhundert auch die Fleischbänke. Sie nutzten den ca. 4,6 m breiten Grundstück über die ganze Länge des Bebauungsblocks bis zur Großen Gerberstraße (ul. Wielkie Garbary). In der Neuzeit funktionierten am Neustädter Markt auch zwei von mehr als 20 neustädtischen Wirtshäusern: Wirtshaus „Zur blauen Schürze“ (Gospoda pod Modrym Fartuchem) und Maurerwirtshaus (Gospoda Murarska). Dazu entstand im 16. Jahrhundert auf der Stelle vom derzeitigen Mietshaus Nr. 25 der neustädtische Hochzeitssaal. Durch mehrere Feuer der Neustadt in den Jahren 1413 und 1455, Zerstörungen aus der Zeit der Kriege gegen den Deutschen Orden im 15. Jahrhundert und spätere schwedische und napoleonische Kriege sind ziemlich wenige Gebäude aus dem Mittelalter erhalten. In den meisten Fällen ist die Form der heute erhaltenen Mietshäuser ein Ergebnis der späteren Umwandlungen aus der Neuzeit und aus dem 19. Jahrhundert.
Alle Seiten des Neustädter Markts und die Fassaden der Eckhäuser sind seit 1961 unter der Nummer A/1371 im Denkmalregister eingetragen.

## Galerie

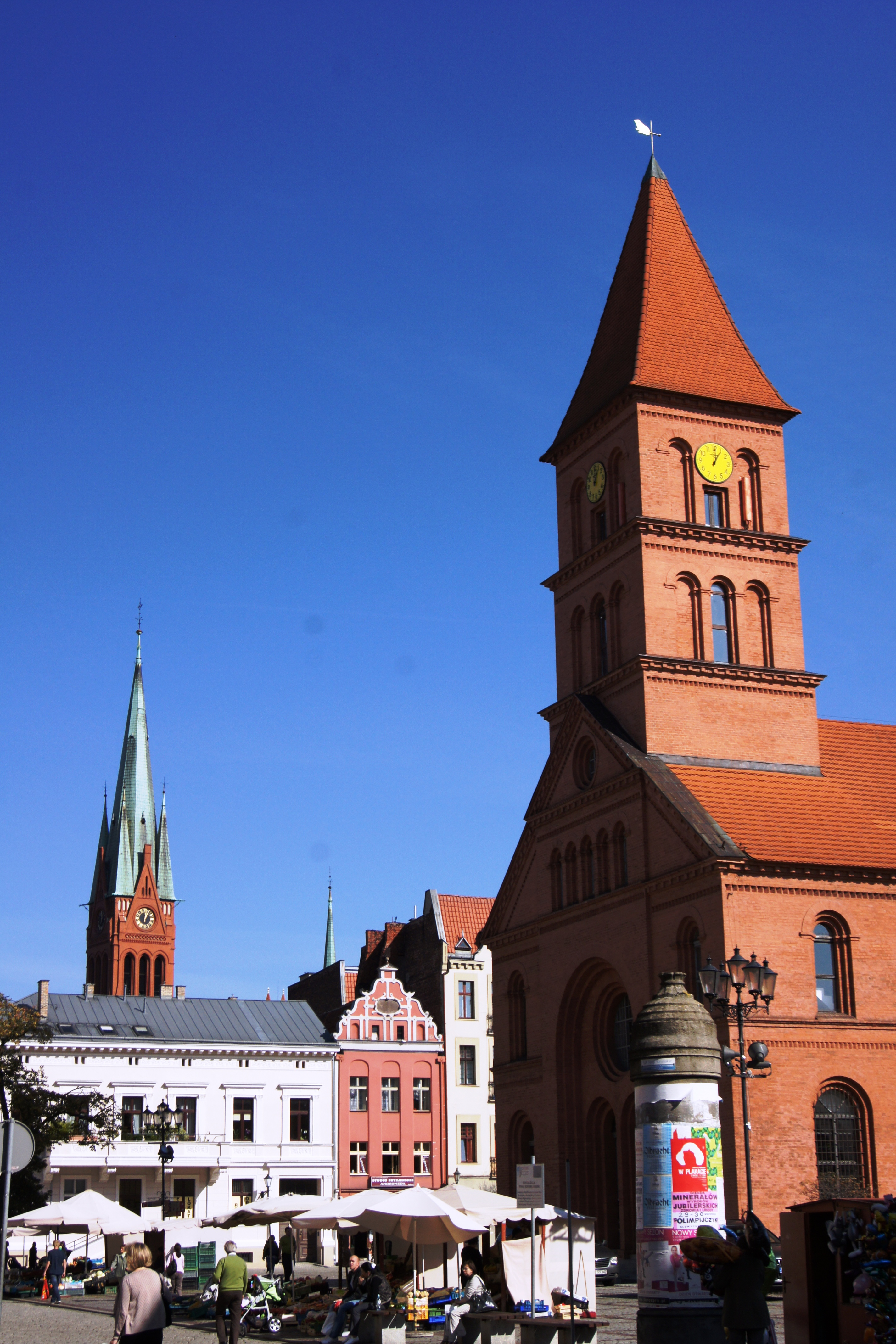
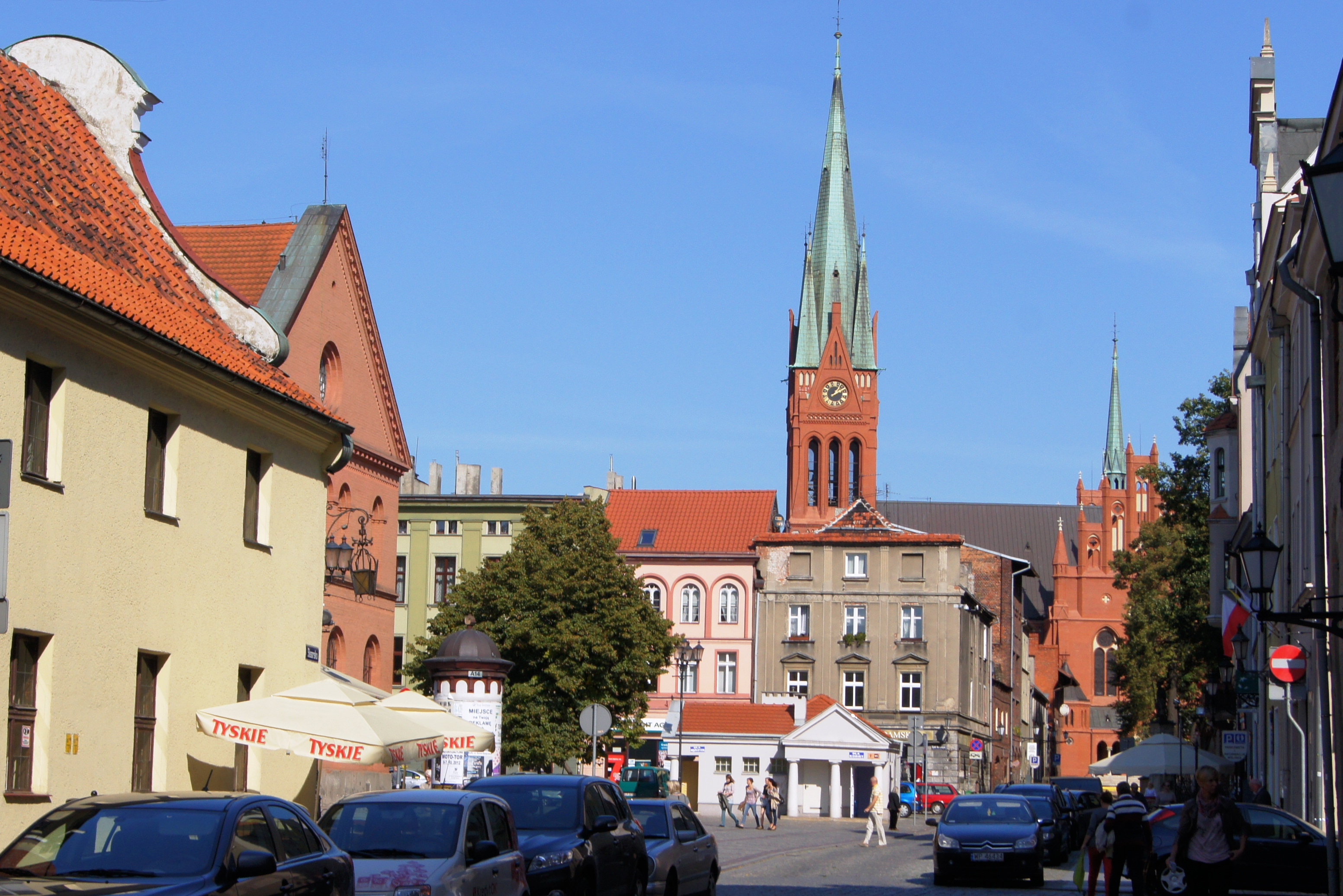
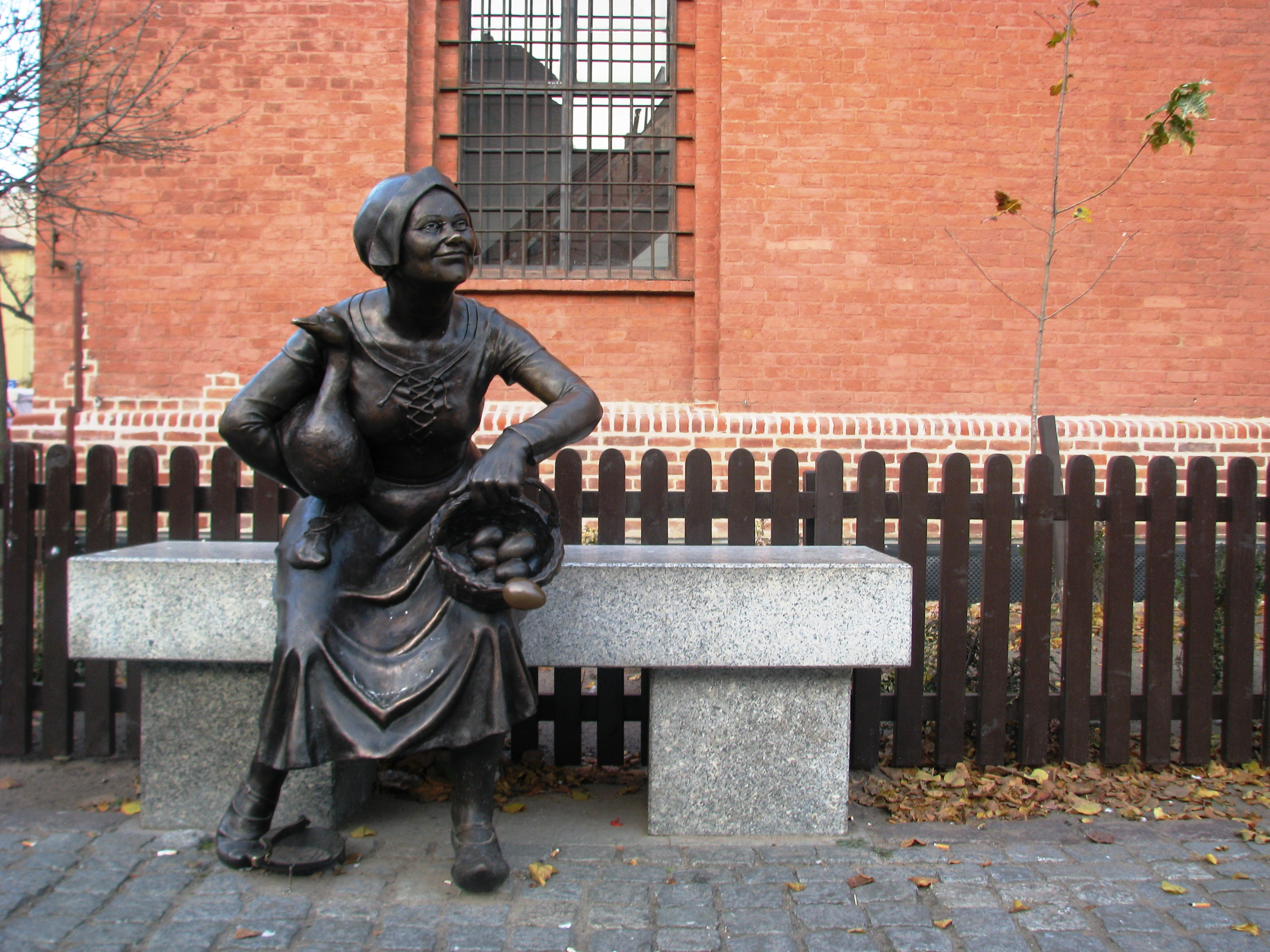
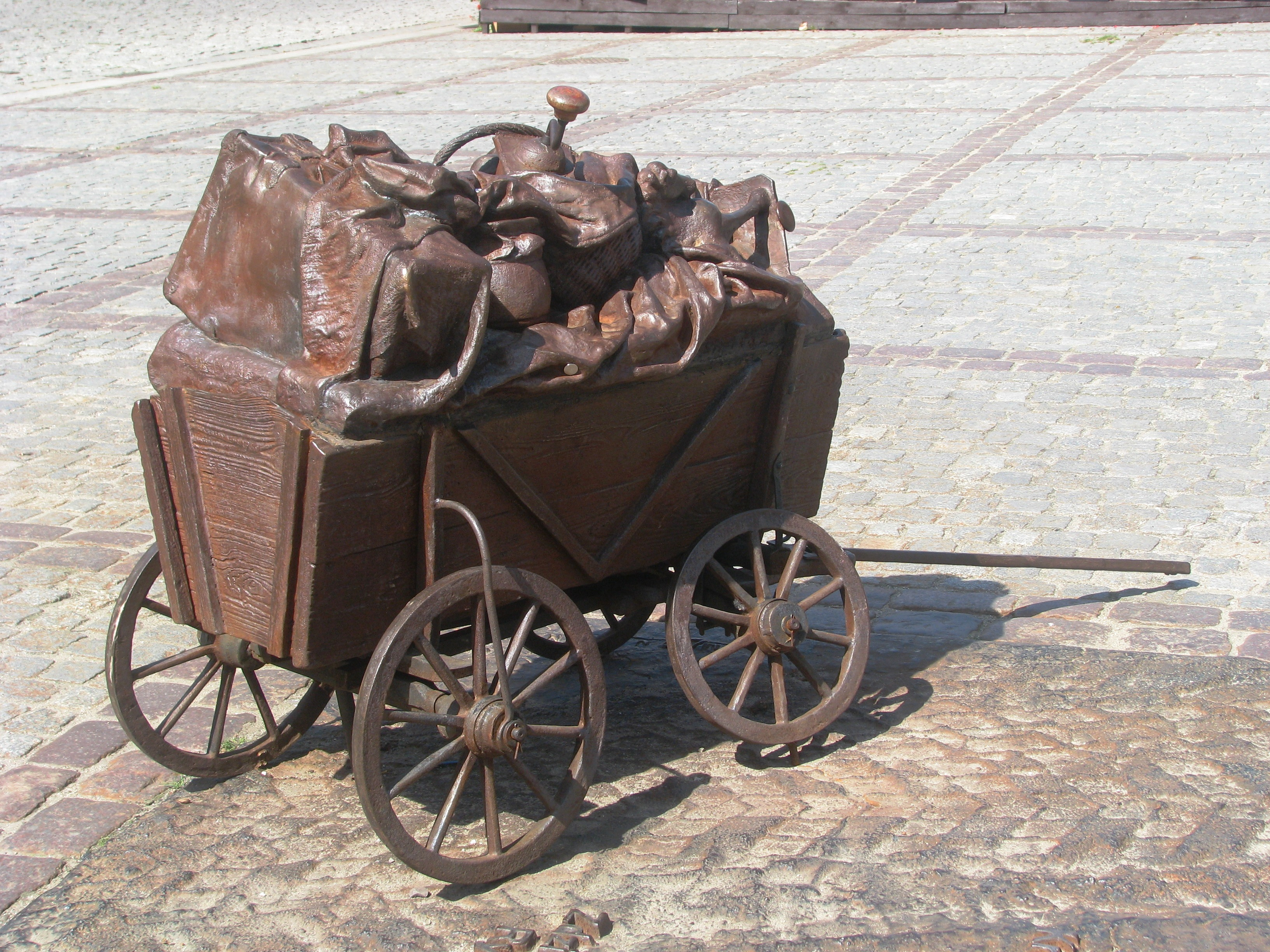
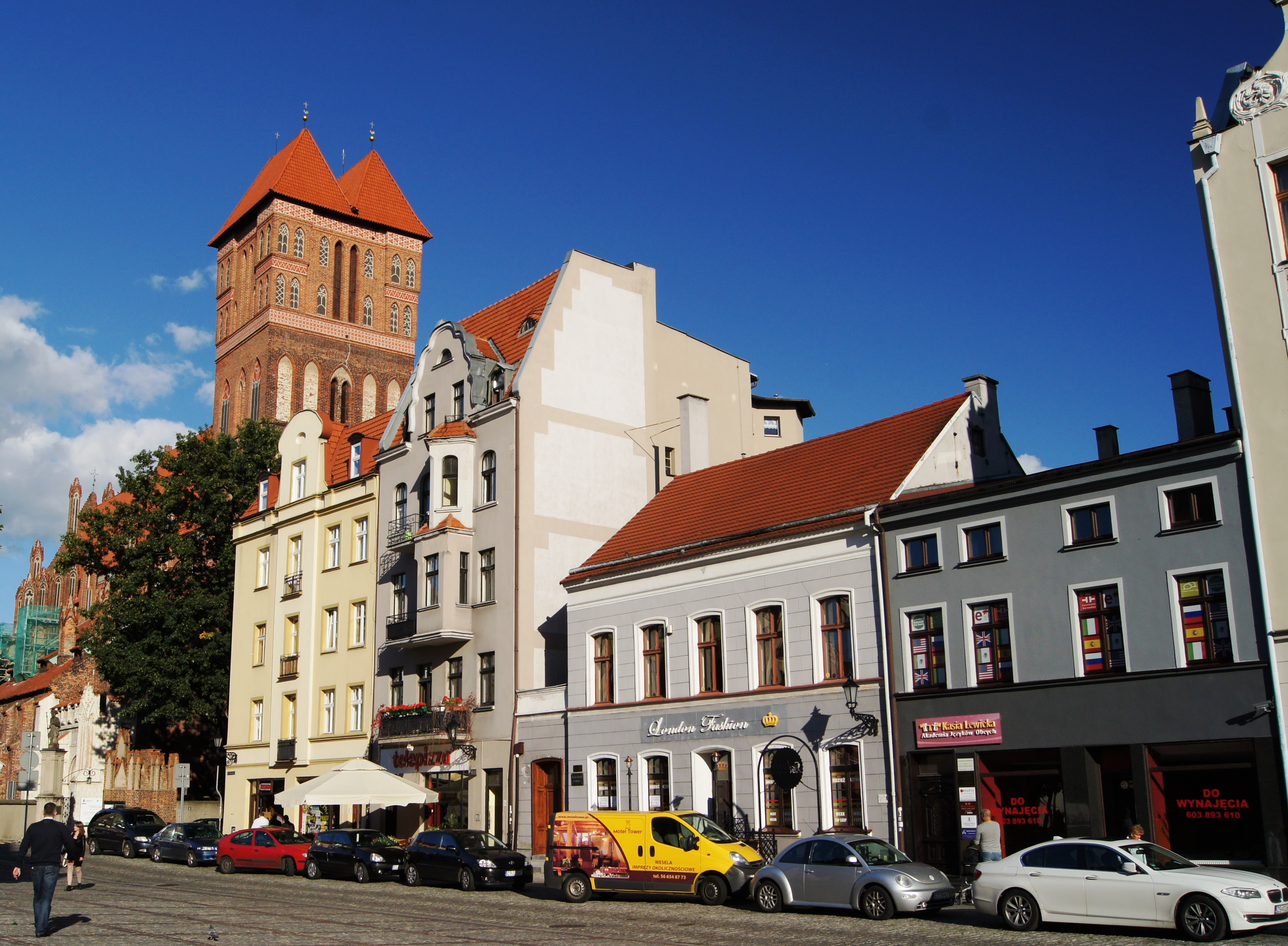

## Seiten des Neustädter Markts

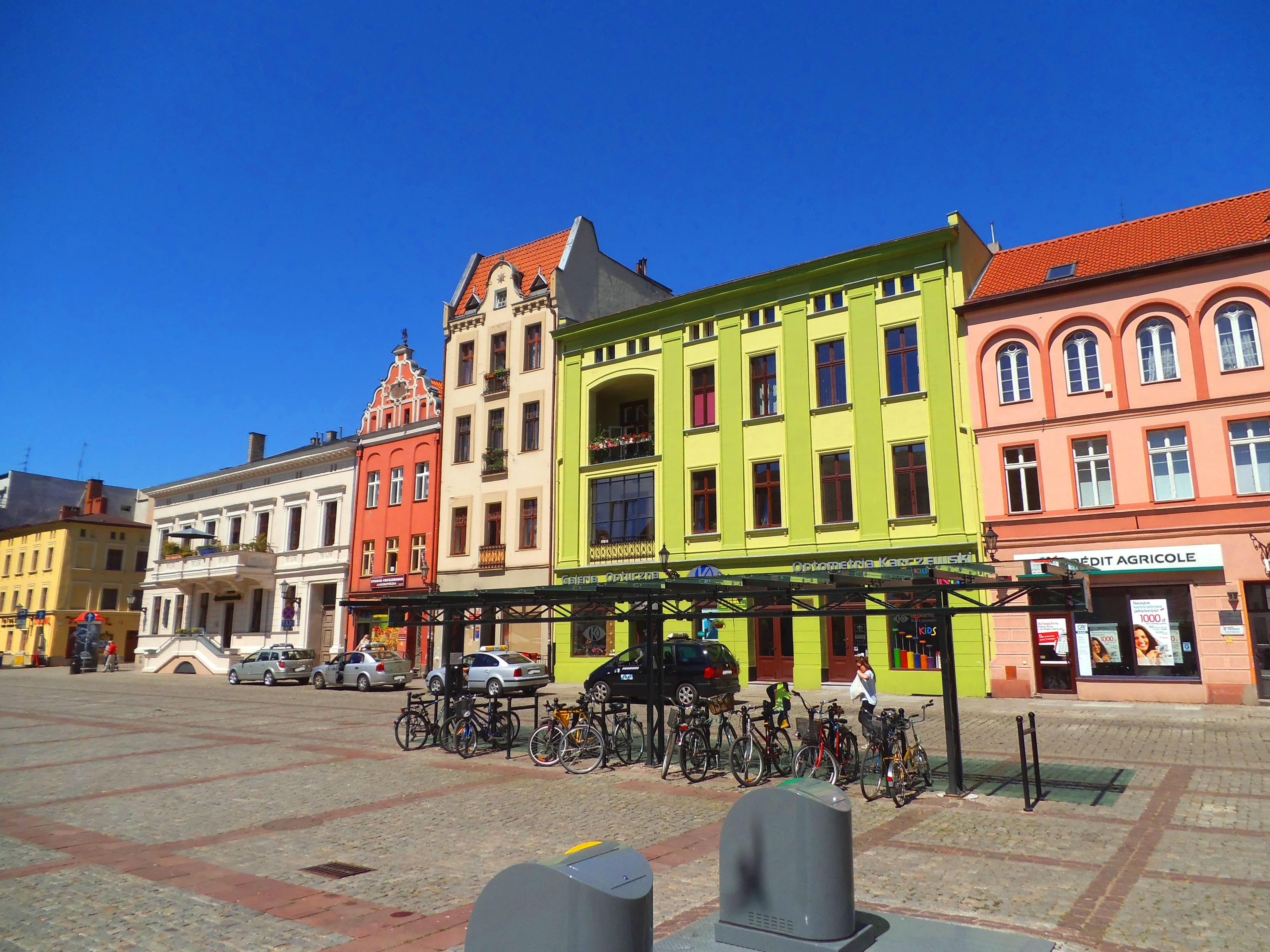
Ostseite
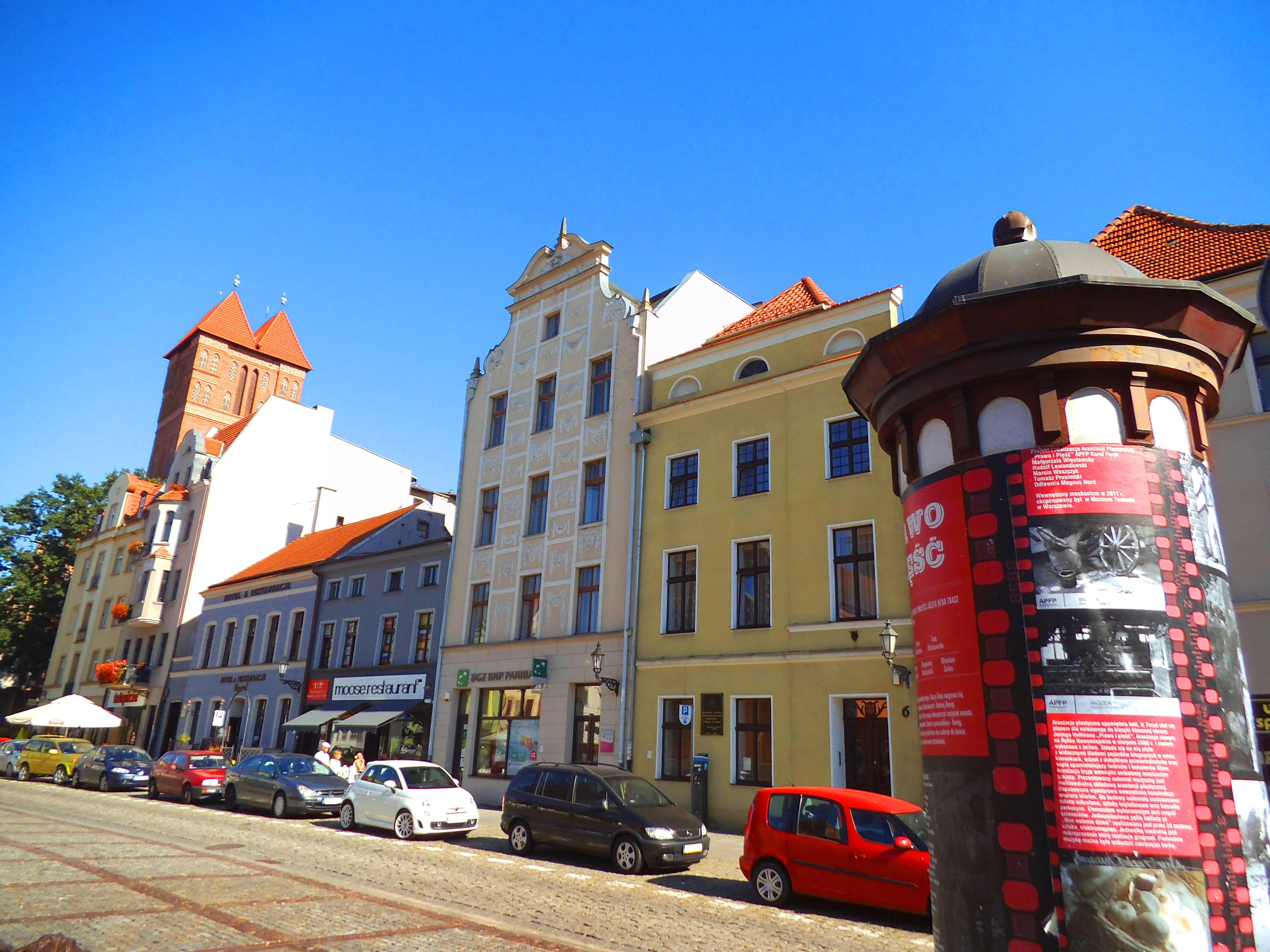
Südseite
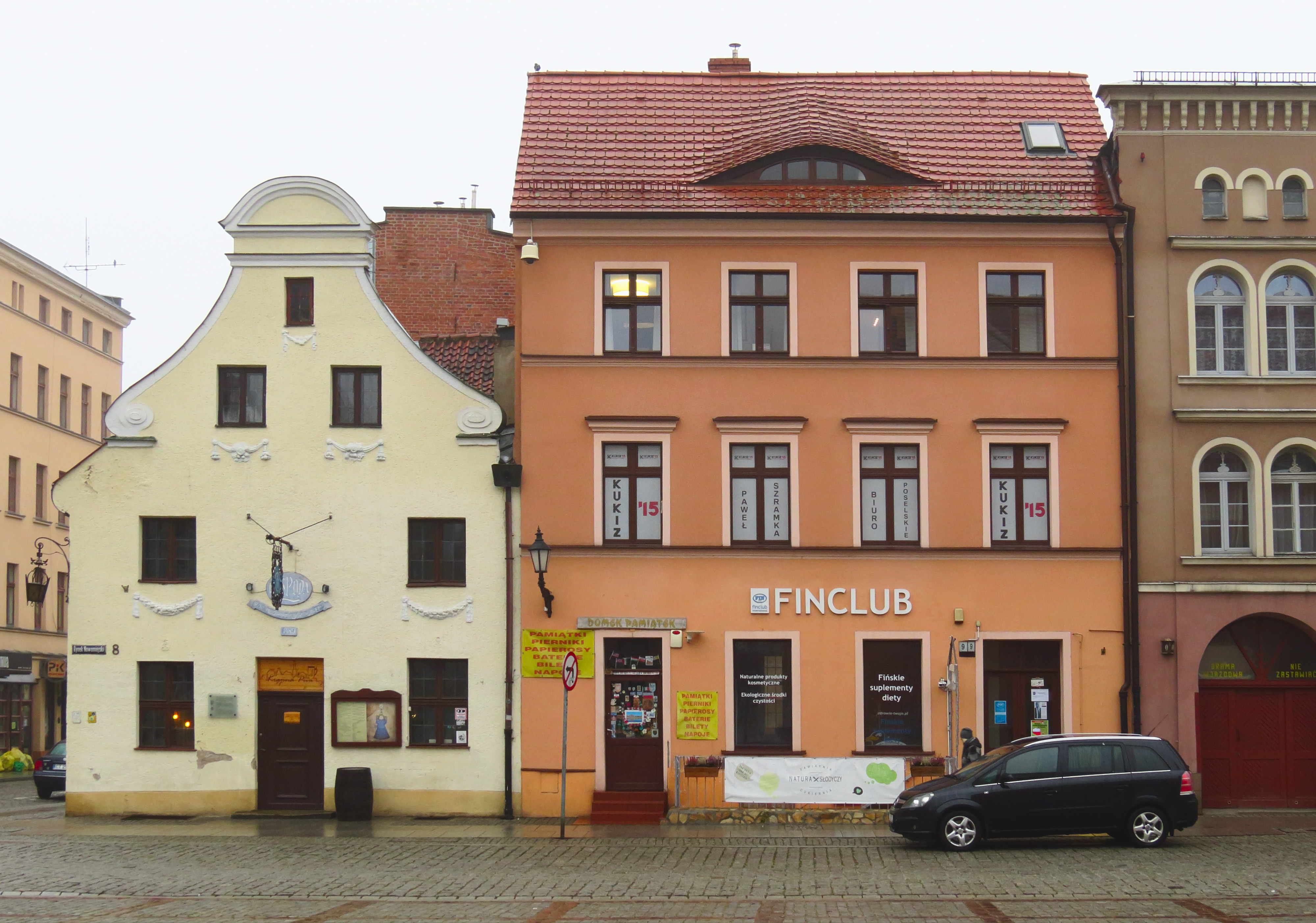
Westseite
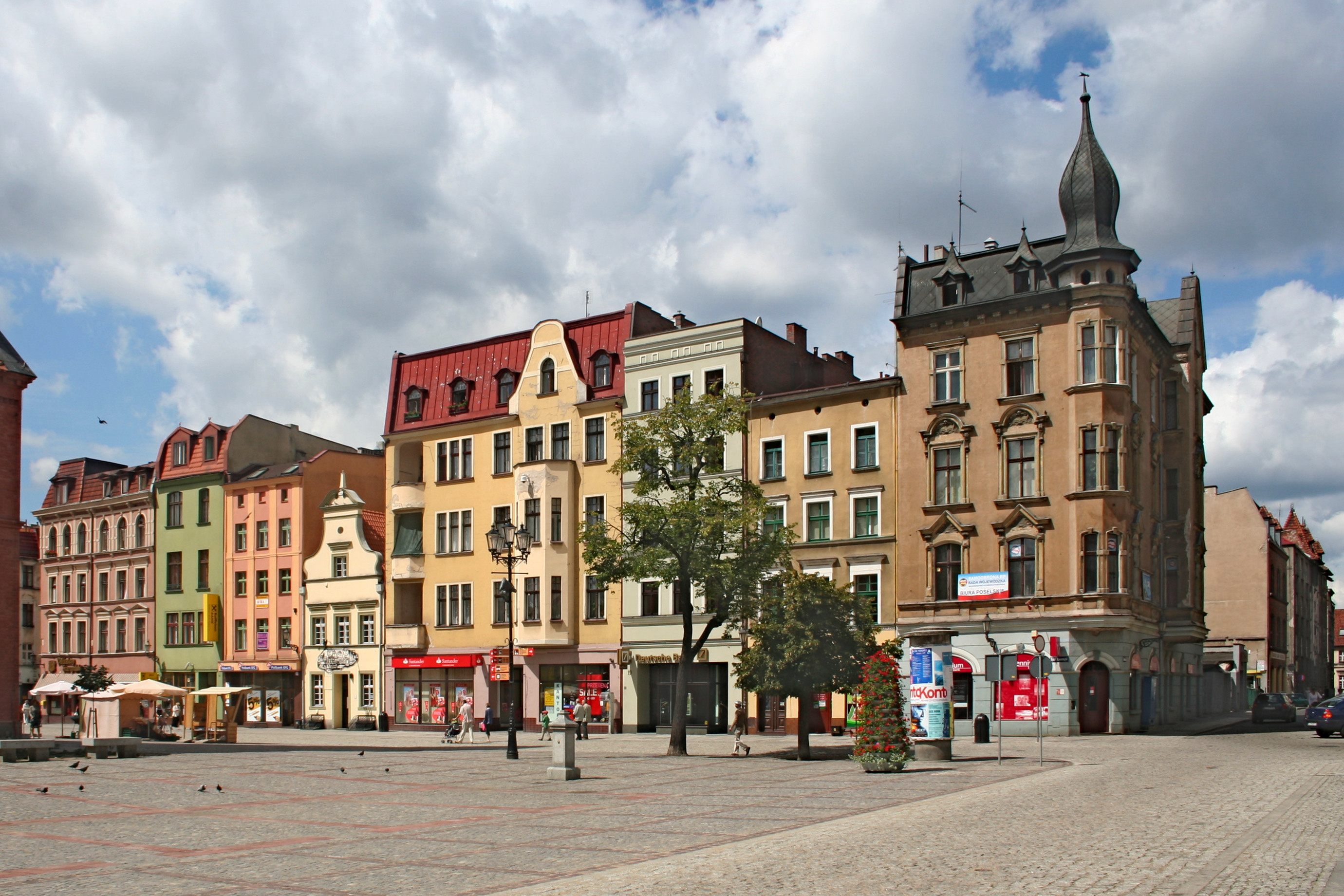
Nordseite

## Bedeutende Mietshäuser

### Südseite
| Objekt                             | Bauzeit                         | Architektonischer Stil | Bemerkungen | Fotos |
| ---------------------------------- | ------------------------------- | ---------------------- | --- | ----- |
| Neustädter Markt 1/Jakobistraße 21 | 1911, 1912                      | Klassizismus           | Stuckdekoration der Fassade |       |
| Neustädter Markt 2                 | vor 1905, 1907                  | Jugendstil             | Reiche Jugendstil-Stuckarbeiten wurden ähnlich wie im Fall des Mietshauses Nr. 1 in den 1960er Jahren abgerissen. Seit dem Umbau in 1907 bis dem Kriegsausbruch in 1939 war es der Sitz des Hotel Europa.                                                                                                   |       |
| Neustädter Markt 3                 | 15. Jh., 2. H. 17. Jh.s, 1865   | Klassizismus           | Das Mietshaus gehörte seit dem 18. Jh. bis zum Zweiten Weltkrieg zu einer angesehenen Thorner Familie Körner. 1847–1859 war es vom deutschen Schriftsteller, Satiriker und Ethnograph Bogumil Goltz bewohnt.                                                                                                |       |
| Neustädter Markt 4                 | 18. Jh.                         | Klassizismus           | Im Erdgeschoss des Mietshauses befand sich ein von den zwei Fabrikgeschäfte von Herrmann Thomass, der die zweitgrößte und älteste Thorner Lebkuchenmaufaktur leitete. |       |
| Neustädter Markt 5                 | 16. Jh. Umbau 17./18. Jh., 1891 | Barock                 | Bis 1921 von dem Historiker und Archivar Artur Semrau bewohnt, der der Kurator vom Städtischen Museum im Rathaus und 1919-1921 der erste Denkmalschützer in Thorn war. Er war auch der Redakteur der Fachzeitschrift „Mitteilungen des Coppernicus-Vereins für Wissenschaft und Kunst zu Thorn“, 1878-1939. |       |
| Neustädter Markt 6                 | 15. Jh., Umbau Anfang 19. Jh.s  | Gotik, Klassizismus    | Heute befindet sich hier das Pfarrhaus der Jakobikirche – Neustädter Pfarrkirche. |       |
| Neustädter Markt 7                 | 15. Jh., Umbau 19. Jh           | Gotik                  | Seit dem Anfang des 20. Jh. beherbergte das Mietshaus für etwa zehn Jahre das Neustädter Wirtshaus (Gospoda Nowomiejska). |       |

### Westseite
| Objekt                                                                           | Bauzeit                                                             | Architektonischer Stil | Bemerkungen | Fotos |
| -------------------------------------------------------------------------------- | ------------------------------------------------------------------- | ---------------------- | --- | ----- |
| Wirtshaus „Zur blauen Schürze“ (Gospoda Pod Modrym Fartuchem) Neustädter Markt 8 | 15. Jh., gründlicher Umbau in der 1. Hälfte des 18. Jh.s, 1957-1959 | Barock                 | Nach der Tradition wurde es 1489 gegründet und verblieb im Besitz der Familie Szalit ein paar hundert Jahre lang. Der Überlieferung zufolge war es von polnischen Königen und sogar Napoleon besucht. |       |
| Neustädter Markt 9                                                               | 1. Hälfte des 19. Jh.s                                              | Klassizismus           | |       |
| Neustädter Markt 10                                                              | 1. Hälfte des 19. Jh.s                                              | Klassizismus           | Hier wohnte Ignacy Danielewski (1829–1907), der hochkarätige Herausgeber, Literat, Journalist und Redakteur, wie: Gazeta Toruńska (Thorner Zeitung).                                                  |       |
| Neustädter Markt 11                                                              | 1880er Jahre                                                        | Klassizismus           | |       |
| Neustädter Markt 12                                                              | 1847                                                                | Klassizismus           | |       |
| Apotheke zum Goldenen Löwen Neustädter Markt 13                                  | 15. Jh., 1624, 1830                                                 | Gotik, Klassizismus    | |       |

### Nordseite
| Objekt                              | Bauzeit                   | Architektonischer Stil | Bemerkungen                                                                                             | Fotos |
| ----------------------------------- | ------------------------- | ---------------------- | --- | ----- |
| Maurerwirtshaus Neustädter Markt 17 | 15. Jh., Umbau im 18. Jh. | Barock                 | Beherbergt die Kulturinstitution der Woiwodschaft – Galerie und Zentrum der Bildenden Kunst für Kinder. |       |

### Ostseite
| Objekt              | Bauzeit                   | Architektonischer Stil       | Bemerkungen | Fotos |
| ------------------- | ------------------------- | ---------------------------- | --- | ----- |
| Neustädter Markt 22 | 19. Jh.                   | Klassizismus                 | 1939 der Sitz des Pommern-Armee-Stabs. Seit 1936 von Władysław Bortnowski (1891–1966), dem späteren Oberbefehlshaber der Pommern-Armee während des Überfalls auf Polen bewohnt. Im Juni 1938 hielt sich hier Marschall Edward Rydz-Śmigły auf, der zum patriotischen Feiern ankam. |       |
| Neustädter Markt 23 | 16. Jh., Umbau im 19. Jh. | Renaissance                  | Der ehemalige Sitz der Georgenkirche. Während der letzten Sanierungsarbeiten bekam die Fassade einen Renaissance-Charakter, im Giebel wurde eine Kartusche entdeckt. Das Datum 1887 drauf beweist die Zeit der durchgeführten Renovation und die Aufschrift zeigt das Eigentum der Pfarrei. Es besitzt einen charakteristischen Schmuckgiebel, der mit dem Pommerschen Greif gekrönt wurde. |       |
| Neustädter Markt 25 | 15. Jh., Umbau 19. Jh.    | Klassizismus                 | |       |
| Neustädter Markt 26 | 19. Jh.                   | Klassizismus                 | Auf den älteren Mauern errichtet, zweistöckig. |       |
| Neustädter Markt 27 |                           | 1724, 2. Hälfte des 19. Jh.s | Es ist ein Eckhaus. Zusätzliche Adresse lautet Krankenhausstraße 10 (ul. Szpitalna). |       |